# Rinaldo Capuzzi
Rinaldo Giuseppe Capuzzi (Brescia, 12 luglio 1904 – Milano, 1º marzo 1990) è stato un tiratore a segno italiano.

## Biografia
Nato nel 1904 a Brescia, era tesserato per la SGS Panaro di Modena.
A 44 anni partecipò ai Giochi olimpici di Londra 1948, nella carabina 50 m a terra, chiudendo 54º con 579 punti.
Nello stesso 1948 e nel 1952 fu campione italiano nella carabina libera 50 m tre posizioni.
Morì nel 1990, a 85 anni.